# Aladár
Aladár est un prénom hongrois masculin.

## Étymologie
Ce prénom est d'origine germanique et est probablement une forme hongroise de Aldarik ou Aldemar.
Le sens originel des deux composants germaniques est « âgé, expérimenté » et rik « puissant » ou mar « célèbre ».

## Équivalents
Alderich, Aldemar en allemand.

## Personnalités portant ce prénom
- Aladár Árkay (1868-1932), architecte hongrois, père de Bertalan Árkay.
- Aladár Kuncz (1885-1931), écrivain hongrois.
- Aladár Rácz (1886-1958), musicien hongrois ;
- Aladár Petz (1888-1956), chirurgien hongrois à l'origine de la pince mécanique anastomotique gastro-intestinale Petz.
- Aladar Paasonen (1898-1974), colonel finlandais.
- Aladár Gerevich (1910-1991), escrimeur hongrois, médaillé d'or olympique à plusieurs reprises.
- Aladár Kovácsi (1932-2010), champion olympique hongrois.
- Aladár Pege (en) (1939-2006), musicien hongrois de jazz.
- Aladár Virágh (1983- ), footballeur hongrois.